# Jonas Matsson

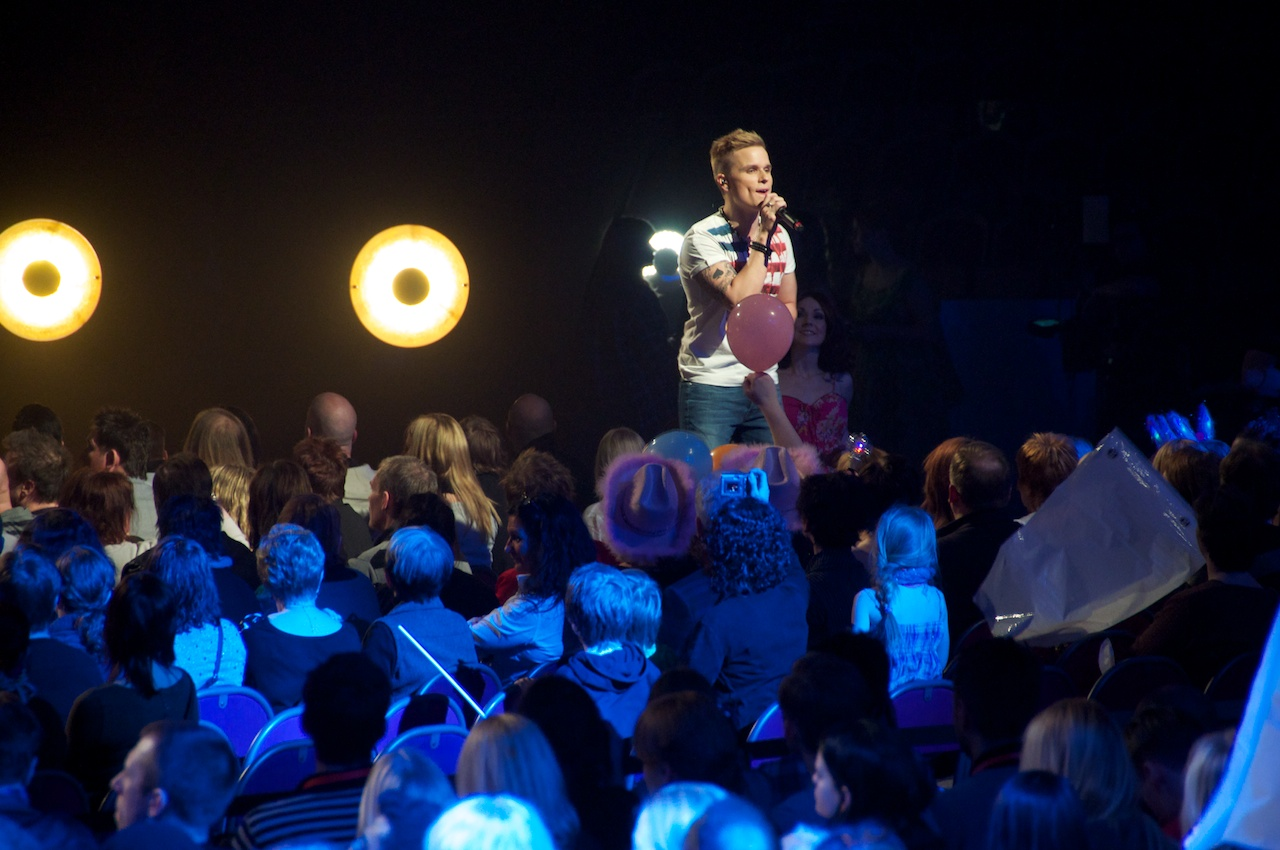

Jonas Matsson, född 10 december 1986, är en svensk sångare som deltog i Melodifestivalen 2011 med bidraget ”On my own”. Matsson var en av vinnarna i SVT:s webjokertävling. I deltävlingen i Luleå slutade låten på sjunde plats och blev därmed utslagen.
Matsson är uppvuxen i byn Frillesås utanför Göteborg. Han flyttade till Stockholm, där han nu bor, för att satsa på musiken. Han fick skivkontrakt med skivbolaget EMI och släppte singel efter Melodifestivalen, som man hittar på iTunes och Spotify.